# Kunst im öffentlichen Raum in Berlin-Karlshorst
Die Liste gibt einen Überblick über die Kunst im öffentlichen Raum von Berlin-Karlshorst. Sie umfasst freistehende Plastiken, Wandplastiken und Reliefs an öffentlichen Gebäuden oder im öffentlichen Raum in Berlin-Karlshorst, geordnet nach ihrem Standort in Karlshorst (jeweils von Nord nach Süd). Die Liste erhebt keinen anspruch auf Vollständigkeit.

## Freistehende Plastiken
| Bild | Name                                          | Entstehungsjahr und Material        | Künstler           | Standort Koordinaten                         | Zusatzinformationen |
| ---- | --------------------------------------------- | ----------------------------------- | ------------------ | -------------------------------------------- | --- |
|      | Bär                                           | 1970 (um), Kunststein               | Erwin Damerow      | Roßmäßlerstraße (Lage)                       | neben dem Kinderspielplatz |
|      | Paar                                          | 1982, Sandstein                     | Jürgen Raue        | Römerweg 39 (Lage)                           | Hof der Hochschule für Technik und Wirtschaft |
|      | Nikos Beloyannis                              | 1952, Bronze                        | René Graetz        | Römerweg 39 (Lage)                           | Hof der Hochschule für Technik und Wirtschaft Berlin, gegossen in Lauchhammer; gelistetes Baudenkmal |
|      | Luchsfamilie                                  | 1978, Bronze                        | Lothar Rechtacek   | Römerweg 39 (Lage)                           | Hof der Hochschule für Technik und Wirtschaft |
|      | Völkerfreundschaft                            | 1982, Bronze                        | Senta Baldamus     | Treskowallee (Lage)                          | Römerweg, Grünanlage |
|      | Blick aus dem Fenster                         | 1987, Sandstein                     | Karl-Günter Möpert | Hönower Straße (Lage)                        | Grünanlage |
|      | Mutter und Kind                               | 1969, Bronze                        | Eberhard Bachmann  | Römerweg 120 (Lage)                          | vor der Lew-Tolstoi-Grundschule |
|      | Durchschossener Brückenpfeiler Schlüterstraße | 1998, Bronze                        | Jan Henderikse     | Zwieseler Straße 4 (Lage)                    | vor dem Deutsch-Russischen Museum, 2005 aufgestellt |
|      | Große Laufende                                | 1989, Bronze                        | Jürgen Pansow      | Rheinsteinstraße / Königswinterstraße (Lage) | Rheinsteinpark |
|      | Knieende                                      | 1926/1995, Kunststein / Muschelkalk | Karl Trumpf        | Ehrenfelsstraße / Ingelheimer Straße (Lage)  | durch Karl-Günter Möpert beim Umsetzen auf die jetzige Grünanlage 1995 überarbeitet |
|      | Hermann Duncker                               | 1976, Bronze                        | Walter Howard      | Treskowallee / Wandlitzstraße (Lage)         | Grünanlage; Eine 50 cm große Statuette, die sich im Märkischen Museum befindet, wurde noch zu Lebzeiten Dunckers angefertigt (1959) und diente höchstwahrscheinlich als Vorarbeit zu dem Denkmal; gelistetes Baudenkmal |
|      | Bär                                           | 1970 (um), Kunststein               |                    | Üderseestraße / Traberweg (Lage)             | Kinderspielplatz |
|      | Reiterdenkmal (Kriegerdenkmal)                | 1925, Bronze                        | Willibald Fritsch  | Treskowallee 119 (Lage)                      | Trabrennbahn, gegossen in der Kunstgießerei Lauchhammer; am Sockel befindet sich hinten links ein Lorbeerkranz mit folgender Inschrift: „Von ihren Freunden gewidmet“, der untere Sockelteil enthält die Namen von 97 im Ersten Weltkrieg gefallenen Rennreitern. – In den Jahrzehnten seit seiner Aufstellung wurde das Denkmal verschiedentlich beschädigt; gelistetes Baudenkmal |

## Wandplastiken und Wandbilder
|  | Name | Entstehungsjahr | Künstler                | Standort und Koordinaten                                                                           | Weitere Informationen |
|  | --- | --------------- | ----------------------- | -------------------------------------------------------------------------------------------------- | --- |
|  | Maria Mensch (symbolisiert Matthäus); Löwe (symbolisiert Markus); Stier (symbolisiert Lukas); Adler (symbolisiert Johannes) | 1936            | Josef Dorls (1869–1945) | Gundelfinger Straße 36 Hauptfront der Katholischen Kirche „St. Marien“ (Lage)                      | gelistetes Baudenkmal |
|  | St. Antonius | um 1930         |                         | Köpenicker Allee 39–57 Hausecke am Hauptgebäude der Katholischen Hochschule für Sozialwesen (Lage) | gelistetes Baudenkmal |
|  | Geschichte von Karlshorst                                                                                                   | 2018            | Kreativagentur GRACO    | Theatergasse (Lage)                                                                                | Das mehrteilige Wandbild besteht aus einer oberen Reihe mit vier Oldtimern und dem dazwischen platzierten Schriftzug Berlin-Karlshorst. In der unteren Reihe sind auf fünf Murales Szenen aus der Geschichte von Karlshorst zu sehen. |

## Reliefs
| Bild | Name | Entstehungsjahr | Künstler        | Standort und Koordinaten | Zusatzinformationen |
| ---- | --- | --------------- | --------------- | ------------------------ | --- |
|      | Kant; Gauß; Freiherr vom Stein; Luther; Alexander von Humboldt; Schiller; Goethe                                 | 1914            |                 | Treskowallee 8–12 (Lage) | über dem Haupteingang der Hochschule für Technik und Wirtschaft; der gesamte Gebäudekomplex ist ein gelistetes Baudenkmal, wobei die Reliefs keine gesonderte Beschreibung erfahren |
|      | Sowjetsoldaten beschützen den Aufbau der DDR: zwei Soldaten, zwei musizierende Kinder, sechs Arbeiter und Bauern | 1951 (um)–1957  |                 | Treskowallee 24C, (Lage) | Durchgang Treskowhöfe; ursprünglich am Eingang des inzwischen abgerissenen Studentenwohnheims der Hochschule für Ökonomie Berlin, Römerweg 50; gelistetes Baudenkmal                |
|      | Pelikan; Lamm; Vogel; zwei kniende Figuren                                                                       | 1910            | Ludwig Isenbeck | Weseler Straße 6 (Lage)  | Eingang der evangelischen Kirche Zur frohen Botschaft gelistetes Baudenkmal |
|      | zwei lesende Kinder; zwei Vögel mit Traube; Rotkäppchen und der Wolf; Hans im Glück                              | 1910            |                 | Ehrlichstraße 63 (Lage)  | Eingang der BIP-Kreativitätsgrundschule |
|      | Blumenkorb und zwei Vögel; Kind mit Hund und Skarabäus; Kind mit Vogel und Hirschkäfer                           | 1910            |                 | Müritzstraße (Lage)      | Eingang der BIP-Kreativitätsgrundschule |